# Raskolnikow
|  | For den sovjetiske film fra 1969, se Raskolnikov - forbrydelse og straf |
Raskolnikow er en tysk stumfilm fra 1923 instrueret af Robert Wiene.
Filmen er baseret på Dostovjetskijs roman Forbrydelse og straf fra 1866 om den unge fattige tidligere student Rodion Raskolnikov i Sankt Petersborg, der dræber en gammel pantelånerske og hendes søster med en økse og herefter plages af samvittighedskvaler over sin gerning. 

## Medvirkende
- Gregori Chmara som Raskolnikov
- Elisabeta Skulskaja
- Alla Tarasova
- Andrei Zhilinsky som Rasumichin
- Mikhail Tarkhanov som Marmeladow